# Ochotona qionglaiensis
Ochotona qionglaiensis — вид зайцеподібних гризунів з родини пискухових (Ochotonidae).

## Таксономічна примітка
Таксон нещодавно описаний як окремий вид і пізніше вважався синонімом O. thibetana; пізніші молекулярні дослідження з використанням більш широких наборів генів знову підняли вид.

## Поширення
Країни проживання: Китай; типова місцевість: Сичуань, округ Босін, гора англ. Jiajin (30° 51' 43" N, 102° 43' 17" E), 3100 метрів.